# Marina Lwowna Butowskaja

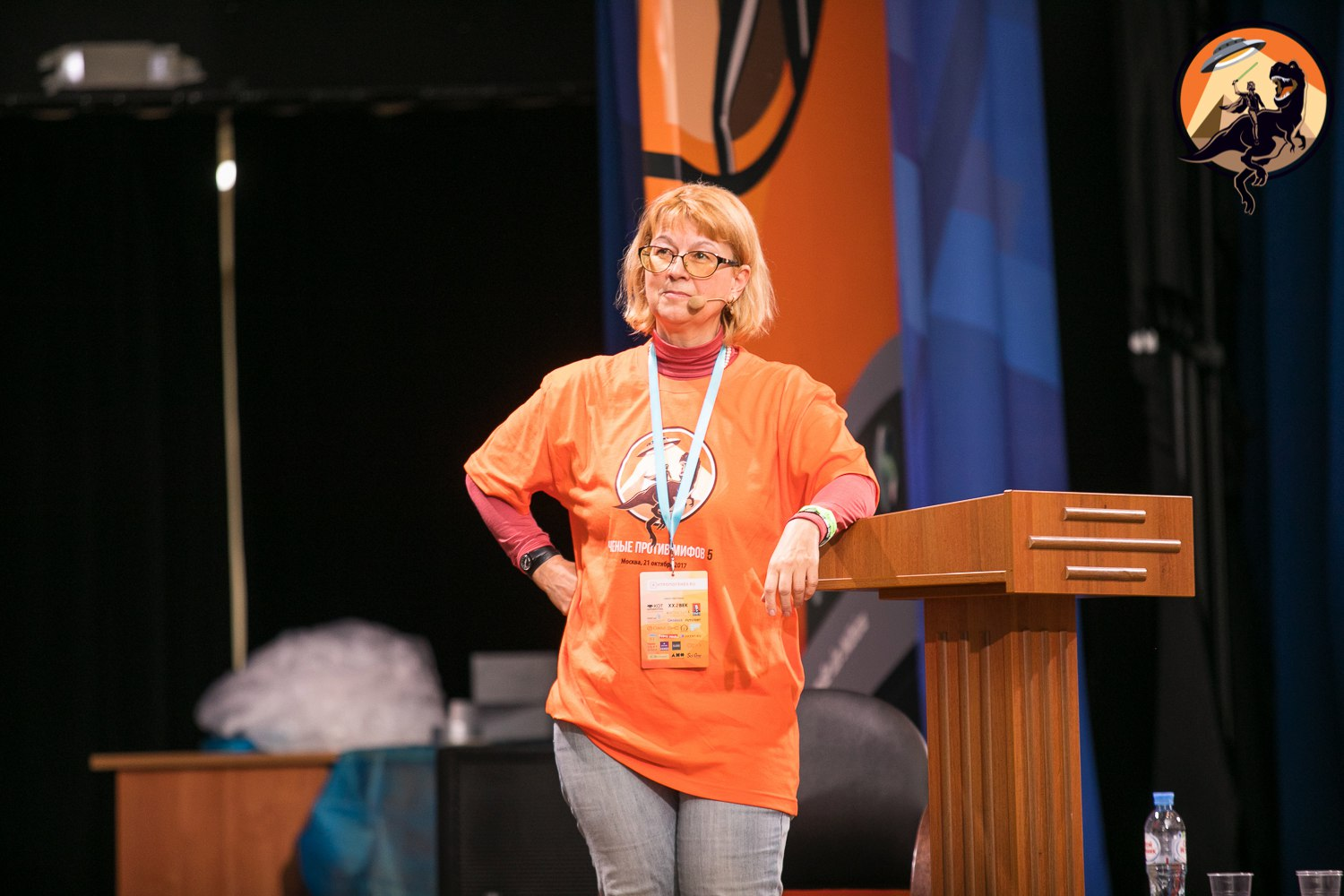
Marina Lwowna Butowskaja auf dem 5. Forum Wissenschaftler gegen Mythen der Nationalen Universität für Wissenschaft und Technologie (früher Moskauer Stalin-Institut für Stahl (MISiS)) am 21. Oktober 2017

Marina Lwowna Butowskaja (russisch Марина Львовна Бутовская; * 27. Juni 1959 in Tscherkassy) ist eine sowjetisch-russische Ethologin, Anthropologin und Hochschullehrerin.

## Leben
Butowskaja studierte an der Lomonossow-Universität Moskau (MGU) in der Fakultät für Biologie mit Abschluss 1982 am Lehrstuhl für Anthropologie. Nach der Aspirantur bei Tatjana Iwanowna Alexejewa verteidigte sie 1985 erfolgreich ihre Kandidat-Dissertation über ethologische Mechanismen einiger Formen des Gruppenverhaltens von Primaten als Voraussetzung für Anthroposoziogenese. 1994 verteidigte sie erfolgreich ihre Doktor-Dissertation über ein universelles Prinzip der Organisation sozialer Systeme bei Primaten einschließlich Menschen für die Promotion zur Doktorin der biologischen Wissenschaften 1995.
1995 wurde Butowskaja führende wissenschaftliche Mitarbeiterin des Moskauer Miklucho-Maklai-Instituts für Ethologie und Anthropologie (IEA) der Russischen Akademie der Wissenschaften (RAN).
Seit 1997 lehrt Butowskaja am Wissenschaftszentrum für soziale Anthropologie der Moskauer Russischen Staatlichen Geisteswissenschaftlichen Universität (RGGU) (2004 Ernennung zur Professorin). 1998–2000 war sie dort Vizedirektorin des Instituts für kulturelle Anthropologie.
Ab 2002 leitete Butowskaja das Zentrum für evolutionäre Anthropologie des IEA. 2008 wurde sie Leiterin des IEA-Sektors für interkulturelle Psychologie und Ethologie des Menschen.
2015 wurde Butowskaja Professorin des Lehrstuhls für Ethologie der Fakultät für Geschichtswissenschaft der MGU.
Butowskajas Forschungsschwerpunkte sind die Primatologie, die Ethologie des Menschen und der Primaten, die evolutionäre Anthropologie (einschließlich der evolutionären Voraussetzungen der Homosexualität), Gender-Anthropologie, Konfliktforschung, Kulturologie, Interkulturelle Kommunikation und die Jäger und Sammler Ostafrikas. Sie untersuchte die Interkulturalität von Bettlern in Moskau, Prag und Budapest und auch die Bewegung städtischer Fußgänger. Seit 2006 betreibt sie Feldforschung bei den Hadza (Jäger und Sammler), den Datooga (Viehzüchter) und anderen Gruppen in Tansania.
Butowskaja ist Mitglied der Assoziation der Ethnographen und Anthropologen Russlands, der European Anthropological Association, der American Association of Physical Anthropologists, der Human Behavior and Evolution Society, der International Society for Research on Aggression, der International Society for Human Ethology und der International Primatological Society. Sie ist Mitglied des Editorial Boards der Zeitschriften L’Anthropologie und Social Evolution & History. 2019 wurde sie zum Korrespondierenden Mitglied der RAN gewählt.